# レモングラス
レモングラス（英: Lemongrass、学名: Cymbopogon citratus）はイネ科オガルカヤ属の多年草。別名はレモンソウ（檸檬草）、レモンガヤ（檸檬茅）。インド原産。アジア料理およびカリブ料理でよく使用されるレモンのような香りがするハーブ。タイのスープ・トムヤムクンなどの料理の香り付けに用いられたり、ティーとして利用される。水蒸気蒸留法で得られる精油は、食品や飲料、香水に添加される。精油は近縁種と区別するために、本種をウエストインディアン・レモングラスと呼ぶこともある。

## 特徴
南インド、スリランカ、東南アジアに多く分布する。高さが1.5メートルほどになり、葉はまっすぐで細長く、長さ1メートルにもなる 。
レモンの香味成分であるシトラールを含有しているため、レモンのようなフレッシュな風味がある。乾燥させて粉末にしたり、あるいは生のまま使用される。葉だけをカットして売られているものも多く、香りがより強い根に近い部分も使う。
主に葉の部分をスープ、ソース、肉料理、魚料理の風味付けに使用し、ハーブティ、カレー、シーフードともよく合う。東南アジアではポピュラーなハーブで、タイではトムヤムクンに入れたり、ペーストやマリネ液などにする。
精油成分のシトラールは、消化促進や胃痛緩和の効果があるといわれている。精油は世界中で多く利用されていて、香料として食品、香水に利用される。精油を使った療法・アロマテラピーに用いられるが、潜在的な皮膚感作性が他の精油よりはるかに大きく、使用する利点もないため、マッサージなど外用は行われない。精油の芳香には、人の脳を刺激する作用があり、控えめになら芳香をアロマテラピーに利用することもできる。また、虫が嫌う匂いでもあり、虫よけスプレーに使われる。
オガルカヤ属には50種以上の種がある。本種はおそらくマレーシア原産であり、イーストインディアン・レモングラス(C. flexuosus)はインド、スリランカ、ミャンマー、タイ原産である。本種のほうが料理に適している。また、インドでは、伝統医学・アーユルヴェーダで、伝染病、発熱、鎮静剤、殺虫剤として用いられたり、香料として使われる。
他の香料用の種として C. martini や、シトロネラ油が得られるジャワシトロネラソウ（C. winterianus Jowitt）などがある。また虫除け効果があるとされるコウスイガヤ（C. nardus、シトロネラグラス）などもオガルカヤ属に含まれる。